# Furcifer petteri
Espèce
Synonymes
- Chamaeleo willsi petteri Brygoo & Domergue, 1966

Statut de conservation UICN

 VU B1ab(iii) : Vulnérable
Statut CITES
Furcifer petteri est une espèce de sauriens de la famille des Chamaeleonidae.

## Répartition
Cette espèce est endémique de la région de Diana à Madagascar.

## Étymologie
Cette espèce est nommée en l'honneur de Jean-Jacques Petter.

## Publication originale
- Brygoo & Domergue, 1966 : Notes sur Chamaeleo willsii Günther, 1890, et description d'une sous-espèce nouvelle C. willsii petteri n.ssp. Bulletin du Muséum d'histoire naturelle, Paris, vol. 38, n. 4, p. 353-361.